# Gamsspitzl (Stubaier Alpen)
Das Gamsspitzl ist eine unbedeutende Erhebung im Nordost-Rücken des Wilden Freiger in den Stubaier Alpen. Das Gamsspitzl erreicht eine Höhe von 3050 m ü. A. Der Aufstieg ist über die Nürnberger Hütte oder über die Sulzenauhütte möglich und kann mit der Besteigung des Wilden Freiger kombiniert werden.